# Кнутсон, Грета
Грета Кнутсон (швед. Greta Knutson-Tzara; 10 ноября 1899 — 6 марта 1983) — шведская художница, писательница и поэтесса.

## Биография
Грета Кнутсон родилась в Стокгольме в 1899 г. Она была вторым ребёнком Кнута и Сигне Андерсон. Хотя она происходила из богатой, культурной семьи и владела несколькими языками (шведским, французским и немецким), отец не разрешил ей заниматься лингвистикой, и тогда она обучилась живописи в Kungliga Konsthögskolan и некоторое время посещала Королевскую академию свободных искусств. В 1920-м г. Грета отправилась в Париж и год училась живописи у французского художника и педагога Андре Лота. Она так и осталась жить в Париже, лишь изредка возвращаясь в Швецию.
В 1923 или 1924 году она встретила Тристана Тцара, 8 августа 1925 года вышла за него замуж, в 1927 году у них родился сын Кристоф Тцара. Имея богатое наследство, Грета построила дом на Монмартре. В этом доме собирались французские художники, работавшие в жанре сюрреализма. Грета, однако, вначале придерживалась своего стиля живописи. Она писала маслом, на неё большее влияние оказал модернизм, пост-кубизм и абстракционизм, а к сюрреализму пришла в 1930-х годах. В 1928 году состоялась выставка её картин в Стокгольме.
В 1937 г. Грета и Тристан разошлись, хотя официально брак был расторгнут только в 1942 г. С началом Второй Мировой войны Грета покинула Париж и уехала на юг Франции, где вступила во Французское сопротивление. Здесь у Греты был длительный роман с поэтом и участником французского Сопротивления Рене Шаром. Грета отошла от сюрреализма, заинтересовавшись феноменологией, в особенности идеями философов Эдмунда Гуссерля и Мартина Хайдеггера. В её картинах преобладают классические темы — натюрморты, интерьеры и портреты.
Грета Кнутсон проявила себя и как писательница по искусствоведению — её статьи публиковались в шведском журнале Konstrevy. Она писала также повести и стихи в прозе. Вместе с Гуннаром Экелёфом она переводила шведскую литературу на французский язык, и французскую литературу на шведский язык.
В 1980 году состоялась последняя выставка её картин в Thielska galleriet (Стокгольм). Тогда же её лирика была опубликована на немецком языке в сборнике Bestien.
Последние годы художница прожила в Париже в одиночестве. В 1983 году она покончила с собой.
Работы Греты Кнутсон представлены в коллекциях Национального музея, Гётеборгского художественного музея, Норрчёпингского художественного музея, Центра Помпиду.